# Andromeda (Doré)
Andromeda (Andromède) è un dipinto ad olio su tela (256,5x172,7 cm) dell'artista francese Gustave Doré, realizzato nel 1869 circa e attualmente conservato in una collezione privata. L'opera ritrae Andromeda, un personaggio della mitologia greca, che viene raffigurata nuda e incatenata a uno scoglio prima che Perseo la salvi. Nel 1862, Gustave Doré aveva già realizzato un'incisione dello stesso soggetto la quale, tuttavia, rappresenta l'arrivo di Perseo che si prepara a sconfiggere il mostro marino.

## Descrizione
Andromeda era la figlia del re etiope Cefeo, la cui moglie Cassiopea aveva provocato l'ira del dio Posidone, che per punizione aveva mandato una creatura marina di nome Ceto a devastare le coste del regno. La principessa etiope venne offerta in sacrificio al mostro perché, secondo un oracolo, questo sarebbe stato l'unico modo per fermarlo: ella è legata con delle catene a un lato dello scoglio, mentre le onde del mare vi si infrangono. Dall'acqua emerge la testa di Ceto, che si trova proprio ai piedi della donna dall'espressione terrorizzata. Sullo sfondo si intravede un cielo buio e rossastro.
Secondo alcune recensioni britanniche dell'epoca, l'opera costituirebbe un pendant della Francesca da Rimini dipinta da Doré nel 1863: quest'opera è la traduzione pittorica di un'illustrazione del V canto della Divina Commedia nella quale spicca la figura centrale di Francesca da Polenta, che emerge dal velo che avvolge il suo amante Paolo. Entrambe le opere hanno come soggetto dei nudi femminili, che vennero criticati dallo scrittore John Ruskin quando egli vide le due opere accanto a un quadro ritraente il Cristo lungo la via del Calvario che si trovava nella medesima galleria.